# 밀양시 (선거구)
밀양시는 대한민국의 옛 국회의원 선거구이다. 당시 경상남도 밀양시 지역을 관할했다.

## 역사
1995년 1월, 밀양시과 밀양군이 통합되면서 통합 밀양시가 출범했다. 이에 제15대 국회의원 선거를 앞두고 밀양시·밀양군 선거구가 밀양시 선거구로 개편되었다.
제16대 국회의원 선거를 앞두고 창녕군 선거구와 통합되어 밀양시·창녕군 선거구를 이루게 됨에 따라 폐지되었다.

## 역대 국회의원
| 선거   | 정당 | 정당   | 의원   |
| ------ | ---- | ------ | ------ |
| 1996년 |      | 무소속 | 김용갑 |

## 역대 선거 결과

### 대한민국 제15대 국회의원 선거
|  | 28.55% |

|  | 25.26% |

|  | 12.73% |

|  | 8.18% |

|  | 7.18% |

|  | 7.17% |

|  | 5.63% |

|  | 3.59% |

|  | 1.66% |